# Associazione islandese di nuoto
L’Associazione islandese di nuoto, nota anche con la sigla SSÍ (in islandese: Sundsamband Íslands), è l'organo di governo, organizzazione e controllo del nuoto in Islanda.